# آخكند (مقاطعة ديواندرة)
آخكند (بالفارسية: آخکند) هي قرية تقع في قسم قراتورة الريفي (مقاطعة ديواندرة) في إيران. يقدر عدد سكانها بـ 370 نسمة بحسب إحصاء 2016.